# Al-Hàytham ibn Ubayd al-Kinaní
Al-Hàytham ibn Ubayd al-Kilabí (àrab: الهيثم بن عبيد الكلابي, al-Hayṯam b. ʿUbayd al-Kilābī), al-Hàytham ibn Ubayd al-Kinaní (àrab: الهيثم بن عبيد الكناني, al-Hayṯam b. ʿUbayd al-Kinānī), al-Hàytham ibn Ufayr al-Kinaní (àrab: الهيثم بن عُفير الكناني, al-Hayṯam b. ʿUfayr al-Kinānī) o al-Hàytham ibn Abd-al-Kafí (àrab: الهيثم بن عبد الكافي, al-Hayṯam b. ʿAbd al-Kāfī) fou valí de l'Àndalus (729-730).
Va ser nomenat valí en substitució d'Uthman al-Khathamí pel valí d'Ifríqiya Ubayda ibn Abd-ar-Rahman as-Sulamí. Va exercir el poder per pocs mesos, d'abril de 729 a gener o febrer de 730, moment en què va ser destituït fulminantment pel califa omeia Hixam ibn Abd-al-Màlik a causa de la seua política obertament contrària als àrabs iemenites instal·lats a l'Àndalus.